# Theodor Stutz-Zenner
Theodor Stutz-Zenner (ur. 1913, zm. ?) – zbrodniarz hitlerowski, członek załogi niemieckich obozów koncentracyjnych Dachau i Flossenbürg oraz SS-Oberscharführer.
Członek NSDAP od 1936. 25 maja 1941 rozpoczął w Dachau służbę w obozach koncentracyjnych. 19 sierpnia 1941 przeniesiony został do Flossenbürga, gdzie kierował komandem więźniarskim do lutego 1942. Wówczas powrócił do Dachau i do sierpnia 1942 pełnił służbę w obozie głównym Dachau. Następnie skierowano go do podobozów Ehrengut i Heppenheim,
gdzie kierował komandami więźniów. 20 grudnia 1942 Stutz-Zenner ponownie znalazł się w obozie głównym Dachau, skąd na przełomie lutego i marca 1943 przeniesiono go do podobozu Allach jako kierownika komanda więźniarskiego. Pozostał tam do 10 maja 1944. Wreszcie od maja 1944 do końca kwietnia 1945 był komendantem podobozu Bleichach.
W procesie US vs. Theodor Stutz-Zenner przed amerykańskim Trybunałem Wojskowym w Dachau, który odbył się w dniach 21–22 sierpnia 1947 skazany został na dożywotnie pozbawienie wolności. Udowodniono mu wykonywanie na więźniach kary chłosty (25 kijów). Stutz-Zenner brał również udział w egzekucji dwóch rosyjskich więźniów przez powieszenie oraz maltretował pozostałych więźniów, bijąc ich różnymi narzędziami.